# Dorothy Metcalf-Lindenburger
Dorothy Marie „Dottie“ Metcalf-Lindenburger (* 2. Mai 1975 in Colorado Springs, Bundesstaat Colorado, USA) ist eine ehemalige US-amerikanische Astronautin. Als Lehrerin wurde sie im Rahmen des Educator Astronaut Projects ausgewählt.

## Leben
Metcalf-Lindenburger erhielt 1997 einen Bachelor in Geologie vom Whitman College in Washington. Zur Zeit der Auswahl war sie Lehrerin für Erdkunde, Astronomie und Skilanglauf an der Hudson’s Bay High School in Vancouver, Washington.

## Astronautentätigkeit

### STS-131
Am 5. Dezember 2008 wurde Metcalf-Lindenburger als Missionsspezialistin für die Mission STS-131 benannt.
Der Start erfolgte am 5. April 2010, die Landung am 20. April 2010.

## Weitere NASA-Aktivitäten
Im Juni 2012 leitete sie im „Aquarius“-Habitat der US-Wetter- und Ozeanografiebehörde die NASA-Mission NEEMO 16 („NASA Extreme Environment Mission Operations“), die die Möglichkeit einer Raummission zu einem Asteroiden erkunden soll.

## Privates
Metcalf-Lindenburger ist verheiratet, das Paar hat ein Kind. In ihrer Freizeit hat sie bereits mehrere Marathonläufe absolviert. Außerdem war sie Sängerin in der Astronautenrockband Max Q.